# Isaac Newton
Isaac Newton, född 25 december 1642 (4 januari 1643 enligt nya stilen) i Woolsthorpe-by-Colsterworth i Lincolnshire, död 20 mars (31 mars enligt nya stilen) 1727 i Kensington i London, var en engelsk naturvetenskapsman, matematiker, teolog (antitrinitarian) och alkemist. Han är mest känd för det banbrytande arbetet Philosophiae Naturalis Principia Mathematica (ofta kallad enbart Principia), som innehåller klassisk mekanik i sina huvuddrag.

## Biografi

Isaac Newtons heraldiska vapen.

Newton föddes nära Grantham i Lincolnshire i östra England. Fadern, som också hette Isaac Newton, var en välbärgad jordägare men han hade ingen utbildning. Tre månader före Newtons (d.y.) födelse dog fadern. När Newton var tre år gammal gifte modern, Hannah Ayscough, om sig. Han blev då omhändertagen av sina morföräldrar och bodde hos dem tills styvfadern hade dött. Då kunde den tioårige Isaac återförenas med sin mor och några halvsyskon. Han började skolan i tioårsåldern, och skolgången flöt på någorlunda bra. Runt år 1660 var grundskolan slut för hans del och på sin morbrors initiativ sökte han till Trinity College i Cambridge.

### Universitetstiden
Den 6 juni 1661 började Newton, 18 år gammal, på Trinity College vid universitetet i Cambridge. Han började snart intressera sig för vetenskapsmän och deras skrifter. Från augusti 1665 till april 1667 var universitetet stängt på grund av pesten. Newton åkte då tillbaka till hemgården Woolsthorpe och fortsatte studera där. Han gjorde en serie optiska försök och kom sedan bland annat fram till att det vita ljuset består av alla färger i regnbågsspektret. Dessa resultat publicerades dock först år 1704. I Woolsthorpe uppfann han fluxionsmetoden, en matematisk metod för användning inom infinitesimalkalkylen. Han lade grunden till sin forskning runt krafter, gravitationen och planeternas rörelse. Härifrån härstammar också legenden om Newtons förundran över varför ett äpple faller till marken.
När han hade kommit tillbaka till universitetet fortsatte han sitt arbete och efterträdde 1669, vid 26 års ålder, sin matematikprofessor Isaac Barrow som hade varit en av Newtons förebilder och uppmuntrare i hans matematiska studier. Newtons optiska undersökningar ledde 1671 till byggandet av ett spegelteleskop. Detta liksom tidigare vetenskapliga åtaganden gjorde att han valdes in i vetenskapsakademien Royal Society 1672.
Fram till 1679 arbetade Newton med optiken varefter han åter började intressera sig för planeternas rörelse. 1684 var skriften De Motu ("Om rörelse") klar men publicerades aldrig. Tre år senare, efter 18 månaders intensivt arbete, var ännu ett verk klart: Philosophiæ Naturalis Principia Mathematica ("Naturvetenskapens matematiska principer"). Verket, som oftast bara kallas Principia, består av tre böcker och är Newtons mest betydande. En stor del av materialet i den föregående boken återfanns här med vissa korrigeringar. Böckerna handlar sammanfattningsvis om den gravitation varje himlakropp alstrar och om konsekvenserna detta har för oss människor och andra himlakroppar.
Principia gjorde Newton till en av dåtidens mest kända och respekterade vetenskapsmän, och det blev snabbt ett standardverk.

### Om Newton och det fallande äpplet
Newton har berättat, bland annat för William Stukeley, om hur han hörde ett äpple dunsa i marken medan han satt i tankar (sat in a contemplative mood). Dunsen ledde in hans tankar på frågor om gravitationen. Varför rusar äpplet rakt mot jorden, medan månen "faller" i vad som verkar vara en evig cirkelbana runt jorden? Äpplet och månen lyder väl under samma tyngdlag? Hur ska den tyngdlagen vara beskaffad för att kunna beskriva två så olika rörelser? Detta ska ha varit starten på det arbete som ledde till Principia. Vid åtskilliga institutioner i England har man äppelträd som påstås vara avkomlingar från "Newtons äppelträd". Ett sådant "Flower of Kent-träd" finns sedan 1996 i Botaniska trädgården i Lund, planterat där av Hans-Uno Bengtsson.

### Utanför universitetet
Efter allt arbete sjönk Newton emellertid ner i en depression och tog avstånd från allt som rörde vetenskap. Istället började han nu intressera sig för universitetspolitik och blev 1689 invald i det engelska parlamentet som universitetets ombud. Han lämnade den posten 1696 för att börja arbeta på det engelska myntverket som dess chef. Där utarbetade han ett nytt monetärt system som kom att gälla 150 år framåt i tiden.

### Osämja mellan vetenskapsmän
Newton hamnade upprepade gånger i osämja med andra framstående vetenskapsmän. Redan under 1670-talet, när han hade valts in i Royal Society, uppstod våldsamma diskussioner mellan honom och akademiens president Robert Hooke som hade en annorlunda optikteori. Senare anklagade Hooke honom för att ha stulit hans teorier rörande gravitationen. När Newton publicerade Principia, och fick äran, blev Hooke mycket bitter. En annan som Newton blev osams med i början av 1700-talet var Gottfried Wilhelm Leibniz, en mycket framstående tysk matematiker. Ämnet var i detta fall infinitesimalkalkylen och vem som hade varit först med att formulera den. Sannolikt hade de kommit fram till samma slutsatser oberoende av varandra men båda ansåg att de hade blivit kopierade. En kommission från Royal Society, ledd av Newton själv, undersökte det hela och kom till slut fram till att Newton varit den förste. Leibniz, oerhört bestört över denna förolämpning, publicerade en serie artiklar där han hävdade sin rätt till infinitesimalkalkylen. Det hela bröt ut i en öppen konflikt mellan de två giganterna, en kamp som Newton skulle komma att vinna. Som resultat slutade stora delar av vetenskapen att använda sig av Leibniz notationer, trots att dessa var överlägsna Newtons motsvarigheter. På 1800-talet började dock matematiker att använda sig av Leibniz metoder igen, och det är dessa vi använder än idag.

### Bibelstudier
Newton var intresserad av bibelstudier och han skrev kommentarer till Uppenbarelseboken.

### Eftermäle
Newtons upptäckter hade ett om möjligt ännu större kulturhistoriskt än vetenskapligt värde. I stället för en mystisk uppfattning om naturen trädde nu övertygelsen om sträng lagbundenhet fram. Newton säkrade segern åt den riktning som på 1600-talet kallades naturalism, det vill säga den åskådning som förklarar allt som sker ur naturliga lagar, ur den nödvändiga serien av orsaker och verkningar.  Newton banade på så sätt väg inte bara för 1700-talets upplysning, utan också för den moderna natur- och världsåskådningen över huvud taget.
Asteroiden 8000 Isaac Newton är uppkallad efter honom.

## Publiceringar
- De analysi per aequationes numero terminorum infinitas (1711)
- Method of Fluxions (1671)
- Of Natures Obvious Laws & Processes in Vegetation (opublicerad, c. 1671–75)[6]
- De motu corporum in gyrum (1684)
- Philosophiæ Naturalis Principia Mathematica (1687)
- Opticks (1704)
- Reports as Master of the Mint (1701–25)
- Arithmetica Universalis (1707)
- The System of the World, Optical Lectures, The Chronology of Ancient Kingdoms and De mundi systemate (published posthumously in 1728)
- Observations on Daniel and The Apocalypse of St. John (1733)
- Newton, Isaac (1991). Robinson, Arthur B.. red. Observations upon the Prophecies of Daniel, and the Apocalypse of St. John. Cave Junction, Oregon: Oregon Institute of Science and Medicine. ISBN 0-942487-02-8 (A facsimile edition of the 1733 work.)
- An Historical Account of Two Notable Corruptions of Scripture (1754)